# Hektokotylus

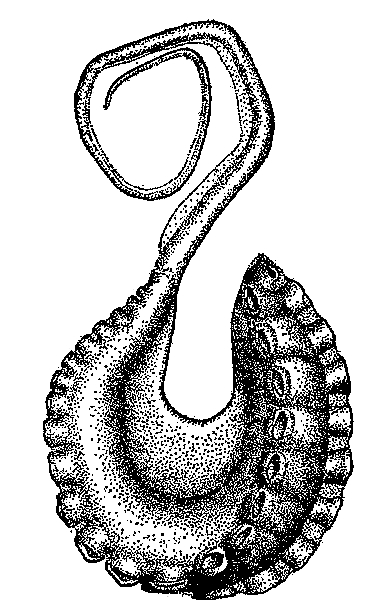
Hektokotylus Argonauta bottgeri

Hektokotylus – narząd kopulacyjny większości głowonogów (z wyjątkiem łodzików z rodzaju Nautilus, u których występuje spadiks), przekształcona część jednego z ramion samców. Służy ono do umieszczania spermatoforów w jamie płaszczowej samicy.
Narząd ten, znaleziony w XIX wieku w jamie płaszczowej samicy żeglarka z rodzaju Argonauta, został uznany za pasożyta i opisany przez Georges'a Cuviera pod nazwą rodzajową Hectocotylus.